# Most Lanfranconi

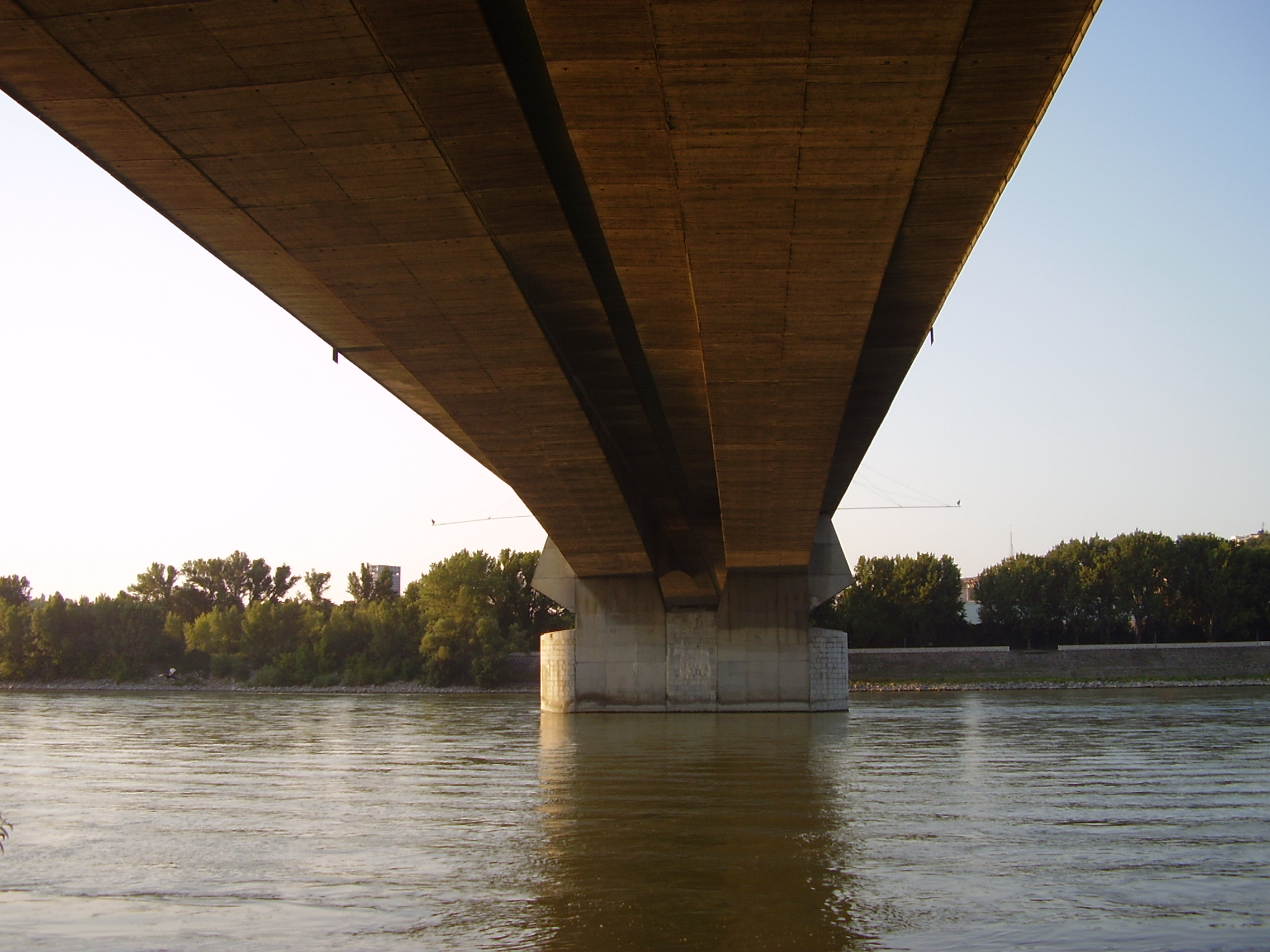
Brückenunteransicht

Die Lanfranconi-Brücke (slowakisch Most Lanfranconi) ist mit 764 Meter die zweitlängste Brücke in Bratislava. Nach einem architektonischen Wettbewerb 1976 wurde die von ästhetischer Reinheit geprägte Brücke in den Jahren 1985 bis 1991 erbaut und teilweise am 26. März 1991 eröffnet, 1992 wurde sie zur Gänze fertiggestellt. Sie besitzt als erste slowakische Donaubrücke eine Tragkonstruktion aus Beton. Sie ist nach dem italienischen Architekten Enea Grazioso Lanfranconi (1850–1895) benannt, der in Bratislava den Verlauf der Donau kartierte und sich auch dem Hochwasserschutz widmete. Sie sollte ursprünglich Most Mládeže (Brücke der Jugend) benannt werden, nach der Gesamtfertigstellung im Jahr 1992 entschied sich man für die verballhornte Namensform Most Lafranconi nach dem Studentenwohnheim Lafranconi der Comenius-Universität in der Nähe, ein Fehler, der erst 2021 berichtigt wurde.
Ihr Hauptzweck ist der motorisierte Straßenverkehr der Autobahn D2 (Europastraße 65), weiterhin verfügt sie über einen Gehweg, eine Radspur sowie im Inneren diverse Wasser- und Gasleitungen. Der Gehweg wird auch vom Europäischen Fernwanderweg E8 genutzt. Ursprünglich bestand die Fahrbahn aus zwei Fahrspuren und einen Standstreifen je Richtung, mit einer Kapazität von 41.000 Fahrzeugen pro Tag und Gesamtbreite von 30 Meter. Im August 2013 wurde der Standstreifen Richtung Ungarn zur durchgehenden Fahrspur neu gewidmet, im August 2020 geschah dies auch in Richtung Tschechien. Bei der Verkehrszählung 2015 rollten 82.646 Fahrzeuge in 24 Stunden durch die Brücke.
Die Brücke befindet sich unmittelbar östlich der österreichisch-slowakischen Staatsgrenze. Auf der rechten Uferseite in Petržalka knüpft sie an das international bedeutsame wichtige Autobahndreieck Bratislava-Pečňa mit der Autobahn D1 (Europastraße 75) (Richtung Zentralslowakei und Polen) sowie im weiteren Verlauf an die D4 bzw. österreichische Nordost Autobahn A6 (Richtung Wien) an, während die D2 selbst weiter nach Ungarn führt.